# والیبال قهرمانی مردان جهان ۱۹۹۴
والیبال قهرمانی مردان جهان ۱۹۹۴ سیزدهمین دوره از رقابت‌های قهرمانی جهان می‌باشد که از ۲۹ سپتامبر تا ۸ اکتبر ۱۹۹۴ در یونان برگزار گردید.

## میزبان‌ها
| شهر     | ورزشگاه             | ظرفیت  |
| ------- | ------------------- | ------ |
| پیرئاس  | ورزشگاه صلح و دوستی | ۱۵٬۰۰۰ |
| سالونیک | ملاترون نيكوس گاليس | ۶٬۰۰۰  |

## تیم‌ها
| گروه A - الجزایر - کانادا - یونان - روسیه | گروه B - آرژانتین - برزیل - آلمان - ایالات متحده آمریکا | گروه C - بلغارستان - چین - ایتالیا - ژاپن | گروه D - کوبا - هلند - کرهٔ جنوبی - سوئد |

## دور یکم

### گروه A
ورزشگاه صلح و دوستی، پیرئاس
|      |         |          | مسابقات | مسابقات | ست‌ها | ست‌ها | ست‌ها  | امتیازها | امتیازها | امتیازها |
| رتبه | تیم     | امتیازها | برد     | باخت    | برد  | باخت | نسبت  | برد      | باخت     | نسبت     |
| ---- | ------- | -------- | ------- | ------- | ---- | ---- | ----- | -------- | -------- | -------- |
| ۱    | یونان   | ۶        | ۳       | ۰       | ۹    | ۲    | ۴٫۵۰۰ | ۱۴۷      | ۱۱۱      | ۱٫۳۲۴    |
| ۲    | روسیه   | ۵        | ۲       | ۱       | ۸    | ۵    | ۱٫۶۰۰ | ۱۸۴      | ۱۴۸      | ۱٫۲۴۳    |
| ۳    | کانادا  | ۴        | ۱       | ۲       | ۵    | ۶    | ۰٫۸۳۳ | ۱۳۹      | ۱۴۱      | ۰٫۹۸۶    |
| ۴    | الجزایر | ۳        | ۰       | ۳       | ۰    | ۹    | ۰٫۰۰۰ | ۶۵       | ۱۳۵      | ۰٫۴۸۱    |

| تاریخ      |        | نتیجه |         | ست ۱  | ست ۲  | ست ۳  | ست ۴  | ست ۵  | مجموع |
| ---------- | ------ | ----- | ------- | ----- | ----- | ----- | ----- | ----- | ----- |
| ۲۹ سپتامبر | روسیه  | ۳–۰   | الجزایر | ۱۵−۱۰ | ۱۵−۶  | ۱۵−۳  |       |       | ۴۵–۱۹ |
| ۲۹ سپتامبر | یونان  | ۳–۰   | کانادا  | ۱۵−۷  | ۱۵−۳  | ۱۵−۱۲ |       |       | ۴۵–۲۲ |
| ۳۰ سپتامبر | روسیه  | ۳–۲   | کانادا  | ۱۰−۱۵ | ۱۷−۱۶ | ۱۲−۱۵ | ۱۵−۱۱ | ۱۷−۱۵ | ۷۱−۷۲ |
| ۳۰ سپتامبر | یونان  | ۳–۰   | الجزایر | ۱۵−۱۳ | ۱۵−۱  | ۱۵−۷  |       |       | ۴۵–۲۱ |
| ۰۱ اکتبر   | کانادا | ۳–۰   | الجزایر | ۱۵−۱۰ | ۱۵−۱۱ | ۱۵−۴  |       |       | ۴۵–۲۵ |
| ۰۱ اکتبر   | یونان  | ۳–۲   | روسیه   | ۸−۱۵  | ۱۵−۱۳ | ۴−۱۵  | ۱۵−۱۲ | ۱۵−۱۳ | ۵۷–۶۸ |

### گروه B
ورزشگاه صلح و دوستی، پیرئاس
|      |                     |          | مسابقات | مسابقات | ست‌ها | ست‌ها | ست‌ها  | امتیازها | امتیازها | امتیازها |
| رتبه | تیم                 | امتیازها | برد     | باخت    | برد  | باخت | نسبت  | برد      | باخت     | نسبت     |
| ---- | ------------------- | -------- | ------- | ------- | ---- | ---- | ----- | -------- | -------- | -------- |
| ۱    | ایالات متحده آمریکا | ۶        | ۳       | ۰       | ۹    | ۳    | ۳٫۰۰۰ | ۱۶۹      | ۱۳۶      | ۱٫۲۴۳    |
| ۲    | برزیل               | ۵        | ۲       | ۱       | ۸    | ۵    | ۱٫۶۰۰ | ۱۷۰      | ۱۲۷      | ۱٫۳۳۹    |
| ۳    | آلمان               | ۴        | ۱       | ۲       | ۴    | ۷    | ۰٫۵۷۱ | ۱۰۲      | ۱۴۷      | ۰٫۶۹۴    |
| ۴    | آرژانتین            | ۳        | ۰       | ۳       | ۳    | ۹    | ۰٫۳۳۳ | ۱۲۷      | ۱۵۸      | ۰٫۸۰۴    |

| تاریخ      |                     | نتیجه |          | ست ۱  | ست ۲  | ست ۳ | ست ۴  | ست ۵  | مجموع |
| ---------- | ------------------- | ----- | -------- | ----- | ----- | ---- | ----- | ----- | ----- |
| ۲۹ سپتامبر | ایالات متحده آمریکا | ۳–۱   | آلمان    | ۱۵−۱۳ | ۱۴−۱۶ | ۱۵−۴ | ۱۵−۱۰ |       | ۵۹–۴۳ |
| ۲۹ سپتامبر | برزیل               | ۳–۲   | آرژانتین | ۷−۱۵  | ۱۰−۱۵ | ۱۵−۴ | ۱۵−۱۰ | ۱۵−۱۰ | ۶۲−۵۴ |
| ۳۰ سپتامبر | ایالات متحده آمریکا | ۳–۰   | آرژانتین | ۱۵−۱۰ | ۱۶−۱۴ | ۱۵−۶ |       |       | ۴۶–۳۰ |
| ۳۰ سپتامبر | برزیل               | ۳–۰   | آلمان    | ۱۵−۱  | ۱۵−۴  | ۱۵−۴ |       |       | ۴۵–۹  |
| ۰۱ اکتبر   | آلمان               | ۳–۱   | آرژانتین | ۱۶−۱۴ | ۴−۱۵  | ۱۵−۸ | ۱۵−۶  |       | ۵۰–۴۳ |
| ۰۱ اکتبر   | ایالات متحده آمریکا | ۳–۲   | برزیل    | ۱۵−۱۲ | ۱۵−۹  | ۹−۱۵ | ۱۰−۱۵ | ۱۵−۱۲ | ۶۴−۶۳ |

### گروه C
ملاترون نيكوس گاليس، سالونیک
|      |           |          | مسابقات | مسابقات | ست‌ها | ست‌ها | ست‌ها  | امتیازها | امتیازها | امتیازها |
| رتبه | تیم       | امتیازها | برد     | باخت    | برد  | باخت | نسبت  | برد      | باخت     | نسبت     |
| ---- | --------- | -------- | ------- | ------- | ---- | ---- | ----- | -------- | -------- | -------- |
| ۱    | ایتالیا   | ۵        | ۲       | ۱       | ۸    | ۳    | ۲٫۶۶۷ | ۱۵۵      | ۱۱۹      | ۱٫۳۰۳    |
| ۲    | بلغارستان | ۵        | ۲       | ۱       | ۶    | ۴    | ۱٫۵۰۰ | ۱۳۵      | ۱۲۲      | ۱٫۱۰۷    |
| ۳    | ژاپن      | ۴        | ۱       | ۲       | ۴    | ۸    | ۰٫۵۰۰ | ۱۵۲      | ۱۷۳      | ۰٫۸۷۹    |
| ۴    | چین       | ۴        | ۱       | ۲       | ۳    | ۶    | ۰٫۵۰۰ | ۹۵       | ۱۲۳      | ۰٫۷۷۲    |

| تاریخ      |           | نتیجه |           | ست ۱  | ست ۲  | ست ۳  | ست ۴  | ست ۵  | مجموع |
| ---------- | --------- | ----- | --------- | ----- | ----- | ----- | ----- | ----- | ----- |
| ۲۹ سپتامبر | بلغارستان | ۳–۱   | ژاپن      | ۱۶−۱۴ | ۱۵−۹  | ۱۶−۱۴ | ۱۵−۱۱ |       | ۶۲–۴۸ |
| ۲۹ سپتامبر | ایتالیا   | ۳–۰   | چین       | ۱۵−۸  | ۱۵−۸  | ۱۵−۴  |       |       | ۴۵–۲۰ |
| ۳۰ سپتامبر | چین       | ۳–۰   | ژاپن      | ۱۵−۱۳ | ۱۶−۱۴ | ۱۵−۶  |       |       | ۴۶–۳۳ |
| ۳۰ سپتامبر | ایتالیا   | ۳–۰   | بلغارستان | ۱۵−۹  | ۱۵−۸  | ۱۵−۱۱ |       |       | ۴۵–۲۸ |
| ۰۱ اکتبر   | بلغارستان | ۳–۰   | چین       | ۱۵−۱۰ | ۱۵−۱۱ | ۱۵−۸  |       |       | ۴۵–۲۹ |
| ۰۱ اکتبر   | ژاپن      | ۳–۲   | ایتالیا   | ۱۵−۴  | ۱۷−۱۵ | ۸−۱۵  | ۱۴−۱۶ | ۱۷−۱۵ | ۷۱−۶۵ |

### گروه D
ملاترون نيكوس گاليس، سالونیک
|      |           |          | مسابقات | مسابقات | ست‌ها | ست‌ها | ست‌ها  | امتیازها | امتیازها | امتیازها |
| رتبه | تیم       | امتیازها | برد     | باخت    | برد  | باخت | نسبت  | برد      | باخت     | نسبت     |
| ---- | --------- | -------- | ------- | ------- | ---- | ---- | ----- | -------- | -------- | -------- |
| ۱    | کوبا      | ۶        | ۳       | ۰       | ۹    | ۲    | ۴٫۵۰۰ | ۱۵۸      | ۱۳۰      | ۱٫۲۱۵    |
| ۲    | هلند      | ۵        | ۲       | ۱       | ۶    | ۵    | ۱٫۲۰۰ | ۱۵۴      | ۱۱۸      | ۱٫۳۰۵    |
| ۳    | کرهٔ جنوبی | ۴        | ۱       | ۲       | ۶    | ۸    | ۰٫۷۵۰ | ۱۶۱      | ۱۷۷      | ۰٫۹۱۰    |
| ۴    | سوئد      | ۳        | ۰       | ۳       | ۳    | ۹    | ۰٫۳۳۳ | ۱۱۴      | ۱۶۲      | ۰٫۷۰۴    |

| تاریخ      |           | نتیجه |           | ست ۱  | ست ۲  | ست ۳  | ست ۴ | ست ۵  | مجموع |
| ---------- | --------- | ----- | --------- | ----- | ----- | ----- | ---- | ----- | ----- |
| ۲۹ سپتامبر | کوبا      | ۳–۲   | کرهٔ جنوبی | ۱۲−۱۵ | ۱۷−۱۶ | ۱۵−۹  | ۹−۱۵ | ۱۵−۱۰ | ۶۸−۶۵ |
| ۲۹ سپتامبر | هلند      | ۳–۱   | سوئد      | ۱۵−۸  | ۱۵−۹  | ۱۲−۱۵ | ۱۵−۵ |       | ۵۷–۳۷ |
| ۳۰ سپتامبر | هلند      | ۳–۱   | کرهٔ جنوبی | ۱۵−۷  | ۱۳−۱۵ | ۱۵−۸  | ۱۵−۶ |       | ۵۸–۳۶ |
| ۳۰ سپتامبر | کوبا      | ۳–۰   | سوئد      | ۱۵−۸  | ۱۵−۹  | ۱۵−۹  |      |       | ۴۵–۲۶ |
| ۰۱ اکتبر   | کرهٔ جنوبی | ۳–۲   | سوئد      | ۱۵−۷  | ۱۵−۷  | ۶−۱۵  | ۹−۱۵ | ۱۵−۷  | ۶۰−۵۱ |
| ۰۱ اکتبر   | کوبا      | ۳–۰   | هلند      | ۱۵−۱۲ | ۱۵−۱۳ | ۱۶−۱۴ |      |       | ۴۵–۳۹ |

## دور نهایی
ورزشگاه صلح و دوستی، پیرئاس
|  | یک‌هشتم نهایی‌ها | یک‌هشتم نهایی‌ها |                     |                     | یک‌چهارم نهایی‌ها | یک‌چهارم نهایی‌ها |                     |               | نیمه‌نهایی‌ها   | نیمه‌نهایی‌ها |  |  | نهایی | نهایی |
|  |                |                |                     |                     |                 |                 |                     |               |               |             |  |  |       |       |
|  |                |                |                     |                     | ۰۵ اکتبر        |                 |                     |               |               |             |  |  |       |       |
|  | ۰۴ اکتبر       |                |                     |                     |                 |                 |                     |               |               |             |  |  |       |       |
|  | یونان          | ۰              |                     |                     |                 |                 |                     |               |               |             |  |  |       |       |
|  | یونان          | ۰              | هلند                | ۳                   | ۰۷ اکتبر        | ۰۷ اکتبر        |                     |               |               |             |  |  |       |       |
|  |                | هلند           | هلند                | ۳                   | ۰۷ اکتبر        | ۰۷ اکتبر        | ۳                   |               |               |             |  |  |       |       |
|  | ژاپن           | هلند           | ۰                   |                     | هلند            | ۳               | ۳                   |               |               |             |  |  |       |       |
|  | ژاپن           | ۰۵ اکتبر       | ۰                   |                     | هلند            | ۳               |                     |               |               |             |  |  |       |       |
|  | ۰۴ اکتبر       | ۰۴ اکتبر       |                     | ایالات متحده آمریکا | ۲               |                 |                     |               |               |             |  |  |       |       |
|  | ۰۴ اکتبر       | ۰۴ اکتبر       | ایالات متحده آمریکا | ایالات متحده آمریکا | ۲               | ۳               |                     |               |               |             |  |  |       |       |
|  | بلغارستان      | ۱              | ایالات متحده آمریکا |                     |                 | ۳               | ۰۸ اکتبر            | ۰۸ اکتبر      |               |             |  |  |       |       |
|  | بلغارستان      | ۱              |                     | کرهٔ جنوبی           | ۰               |                 | ۰۸ اکتبر            | ۰۸ اکتبر      |               |             |  |  |       |       |
|  | کرهٔ جنوبی      | ۳              |                     | کرهٔ جنوبی           | ۰               | هلند            | ۱                   |               |               |             |  |  |       |       |
|  | کرهٔ جنوبی      | ۳              | ۰۵ اکتبر            |                     |                 | هلند            | ۱                   |               |               |             |  |  |       |       |
|  | ۰۴ اکتبر       | ۰۴ اکتبر       |                     | ایتالیا             | ۳               |                 |                     |               |               |             |  |  |       |       |
|  | ۰۴ اکتبر       | ۰۴ اکتبر       | ایتالیا             | ایتالیا             | ۳               | ۳               |                     |               |               |             |  |  |       |       |
|  | روسیه          | ۳              | ایتالیا             | ۰۷ اکتبر            | ۰۷ اکتبر        | ۳               |                     |               |               |             |  |  |       |       |
|  | روسیه          | ۳              |                     | ۰۷ اکتبر            | ۰۷ اکتبر        | روسیه           | ۱                   |               |               |             |  |  |       |       |
|  | آلمان          | ۰              |                     | ایتالیا             | ۳               | روسیه           | ۱                   | بازی مکان سوم | بازی مکان سوم |             |  |  |       |       |
|  | آلمان          | ۰              | ۰۵ اکتبر            | ایتالیا             | ۳               |                 |                     | بازی مکان سوم | بازی مکان سوم |             |  |  |       |       |
|  | ۰۴ اکتبر       | ۰۴ اکتبر       |                     | کوبا                | ۱               |                 | ۰۸ اکتبر            | ۰۸ اکتبر      |               |             |  |  |       |       |
|  | ۰۴ اکتبر       | ۰۴ اکتبر       | کوبا                | کوبا                | ۱               | ۳               | ۰۸ اکتبر            | ۰۸ اکتبر      |               |             |  |  |       |       |
|  | برزیل          | ۳              | کوبا                |                     |                 | ۳               | ایالات متحده آمریکا | ۳             |               |             |  |  |       |       |
|  | برزیل          | ۳              |                     | برزیل               | ۲               |                 | ایالات متحده آمریکا | ۳             |               |             |  |  |       |       |
|  | کانادا         | ۰              |                     | برزیل               | ۲               | کوبا            | ۱                   |               |               |             |  |  |       |       |
|  | کانادا         | ۰              |                     |                     |                 | کوبا            | ۱                   |               |               |             |  |  |       |       |

## رده‌بندی نهایی
| قهرمان جهان ۱۹۹۴        |
| ----------------------- |
| · ایتالیا · دومین عنوان |

| لورنزو برناردی، مارکو براچی، لوکا کانتاگالی، آندره آ گاردینی، آندره‌آ جیانی، فردیناندو دجورجی، جاکومو جیرتو، پاسکواله گراوینا، ساموئل پاپی، دامیانو پی پی، پائولو توفولی و آندره‌آ زورزی. سرمربی: خولیو ولاسکو |

## جوایز
- باارزش‌ترین بازیکن:  لورنزو برناردی
- بهترین اسپک زننده:  رون زورور
- بهترین مدافع وسط:  یان پستوما
- بهترین زننده سرویس:  مارسلو نگرائو
- بهترین پاسور:  پائولو توفولی
- بهترین دریافت کننده:  اسکات فورچون
- بهترین لیبرو:  باب ستورتلیک